# 헝가리 국경철책 철거

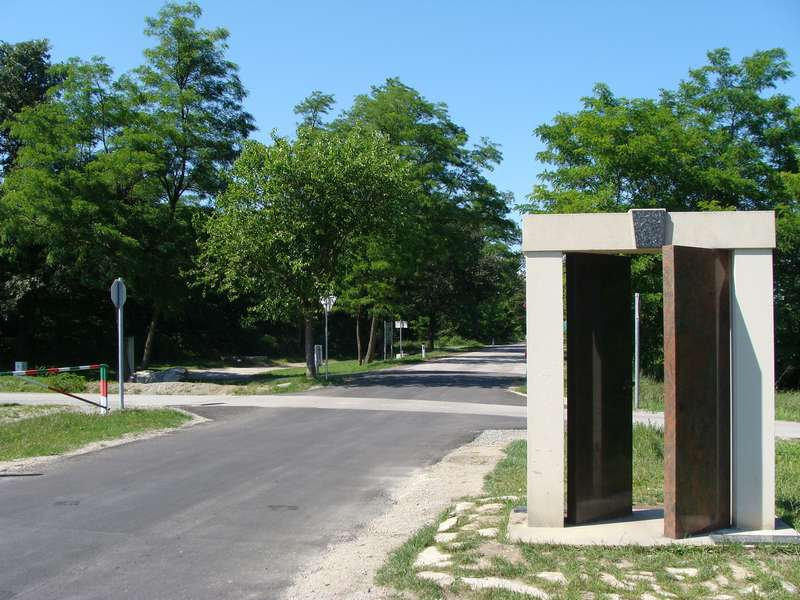
헝가리 쇼프론 인근 헝가리-오스트리아 국경.

헝가리와 오스트리아의 국경 철책 제거는 중앙유럽과 동유럽의 여러 공산국가에서 발생한 광범위한 혁명의 물결의 일부였던 헝가리 공산주의의 종말 기간인 1989년에 일어났다. 국경은 여전히 엄중히 경비되었고 헝가리 보안군은 난민들을 막으려 노력했다. 제2차 세계 대전 종전 이후 40년 이상 유럽을 분할했던 "철의 장막"에서 처음으로 균열이 생긴 것은 헝가리의 240 km에 달하는 오스트리아 국경을 따라 설치된 전기 철조망을 해체한 것이었다. 그 후 범유럽 피크닉은 동독에서 연쇄 반응을 일으켜 궁극적으로 베를린 장벽의 소멸을 초래했다.

## 역사
1989년 4월, 헝가리 정부는 헝가리-오스트리아 국경을 따라 설치된 철조망의 전기를 차단하라고 명령했다. 5월 2일, 헝가리 국경 수비대는 서방 TV 방송사그 현장에 소환되어 촬영하는 가운데 장벽의 일부를 제거하기 시작했다. 6월 27일, 헝가리의 외무부 장관 호른 줄러와 그의 오스트리아 동료인 알로이스 모크는 쇼프론 (헝가리) 국경 검문소에서 상징적인 철책 절단식을 가졌다.
개방된 국경은 헝가리인들이 재화와 서비스를 위해 오스트리아로 넘어가는 것을 더 쉽게 만들었다. 많은 헝가리인은 이를 이용하여 자국에서는 구할 수 없거나 부족했던 소비재를 구매했다. 처음 몇 주 동안 이것의 눈에 띄는 징후는 그라츠와 같은 오스트리아 마을에서 많은 차들이 세탁기를 묶고 다니는 것이었다.
가장 유명한 국경 통과는 8월 19일에 일어났는데, 오스트리아인과 헝가리인 사이의 범유럽 피크닉 동안 헝가리에서 휴가를 보내던 900명 이상의 동독인이 국경을 돌파하여 오스트리아로 탈출했고, 그 후 서독으로 안전하게 이동했다.
개방된 국경은 동독 관리를 분노하게 했는데, 그들은 수천 명의 동독인이 매일 서베를린으로 도피하던 베를린 장벽 이전 시대로 돌아갈 것을 두려워했다. 비록 걱정했지만 소련은 헝가리에 대해 노골적인 조치를 취하지 않고, 불간섭 정책을 채택했다.

## 같이 보기
- 오스트리아-헝가리 관계
- 냉전
- 양독 국경
- 헝가리 국경 장벽